# Fritz Lee
Pour les articles homonymes, voir Lee.

a Compétitions nationales et continentales officielles uniquement.

b Matchs officiels uniquement.
Dernière mise à jour le 13 juin 2025.
Fritz Lee, né le 29 août 1988 à Moto'otua (Samoa), est un joueur international samoan de rugby à XV et international néo-zélandais de rugby à sept qui évolue principalement au poste de troisième ligne centre. 
Son frère cadet, Laki Lee, est également un joueur de rugby à XV.

## Biographie

### Jeunesse et formation
Fritz Lee naît le 29 août 1988 à Moto'otua aux Samoa. Issu d'un milieu modeste, il est le deuxième plus jeune de sa fratrie de cinq, son frère cadet est Laki.
Son oncle et sa tante l'emmène vivre en Nouvelle-Zélande à partir de ses quinze ans,. En plus de la nationalité samoane, il obtient la nationalité néo-zélandaise.
En 2007, fréquentant le Tangaroa College à Otara et jouant pour l'équipe de rugby à XV de l'établissement, il est repéré et invité à rejoindre l'Academy (centre de formation) de la Counties Manukau Rugby Union ainsi que son équipe fanion, les Steelers, la même année.

### Début de carrière professionnelle en Nouvelle-Zélande (2007-2013)

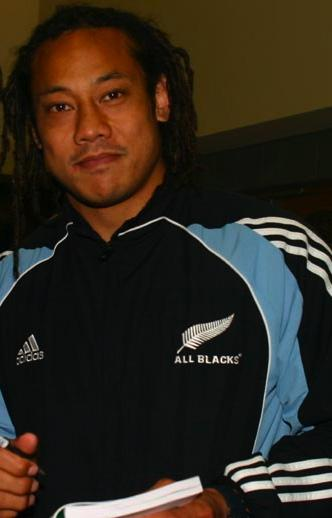
Tana Umaga, coéquipier puis entraîneur de Fritz Lee chez les Counties Manukau entre 2010 et 2013.

Dès cette année 2007, il fait ses débuts en National Provincial Championship (NPC),,. Lors de ses premiers temps avec les Counties Manukau, il doit jongler avec un travail très tôt le matin dans une usine basée à Mount Wellington et les entraînements à Pukekohe.
Dès lors, il devient un joueur important des Counties Manukau et joue régulièrement lors des saisons de NPC,. En parallèle, en club, il joue avec le Manurewa RFC et le Ardmore Marist RC,.
En 2010, il obtient ses premières capes avec l'équipe de Nouvelle-Zélande de rugby à sept dans le cadre des World Series,. Cette même année, il est coupable d'une cravate très dangereuse sur le demi de mêlée de Northland, Luke Hamilton, et écope du premier carton rouge de sa carrière lors d'un match de NPC,. En novembre, il reçoit une double récompense : celle du joueur de sa province ayant le plus progressé à la fois en rugby à XV et en rugby à sept pour l'année 2010.
En 2011, il est retenu pour la première fois dans l'effectif de la franchise des Chiefs pour la saison de Super Rugby,. Cette année-là, il fait donc ses débuts en Super Rugby dès la première journée de la saison en étant titularisé à son poste de troisième ligne centre,. Lors de sa première saison, il engrange beaucoup de temps de jeu en disputant un total de quatorze rencontres dont dix en tant que titulaire et réalise des performances prometteuses,. À l'issue de la saison, il est nommé Rookie of the Year (débutant de l'année) de sa franchise.
Cependant, lors des deux saisons suivantes, il a seulement un rôle de doublure et joue peu de matchs avec sa franchise, il joue notamment des rencontres avec l'équipe development (espoir) des Chiefs, mais il remporte le Super Rugby 2012 et 2013,,. En 2012, il remporte également la deuxième division du NPC, le Championship, avec sa province des Counties Manukau en battant Otago 41 à 16 en finale, un succès qui permet à l'équipe d'être promue en Premiership.
Début septembre 2013, il remporte avec ses coéquipiers le premier Ranfurly Shield de l'histoire des Counties Manukau, en tant que capitaine, en battant Hawke's Bay à l'extérieur sur le score de 27 à 24.

### Départ en France en tant que joker médical puis prolongation, joueur important de l'ASM Clermont Auvergne et premier titre de champion de France (2013-2022)

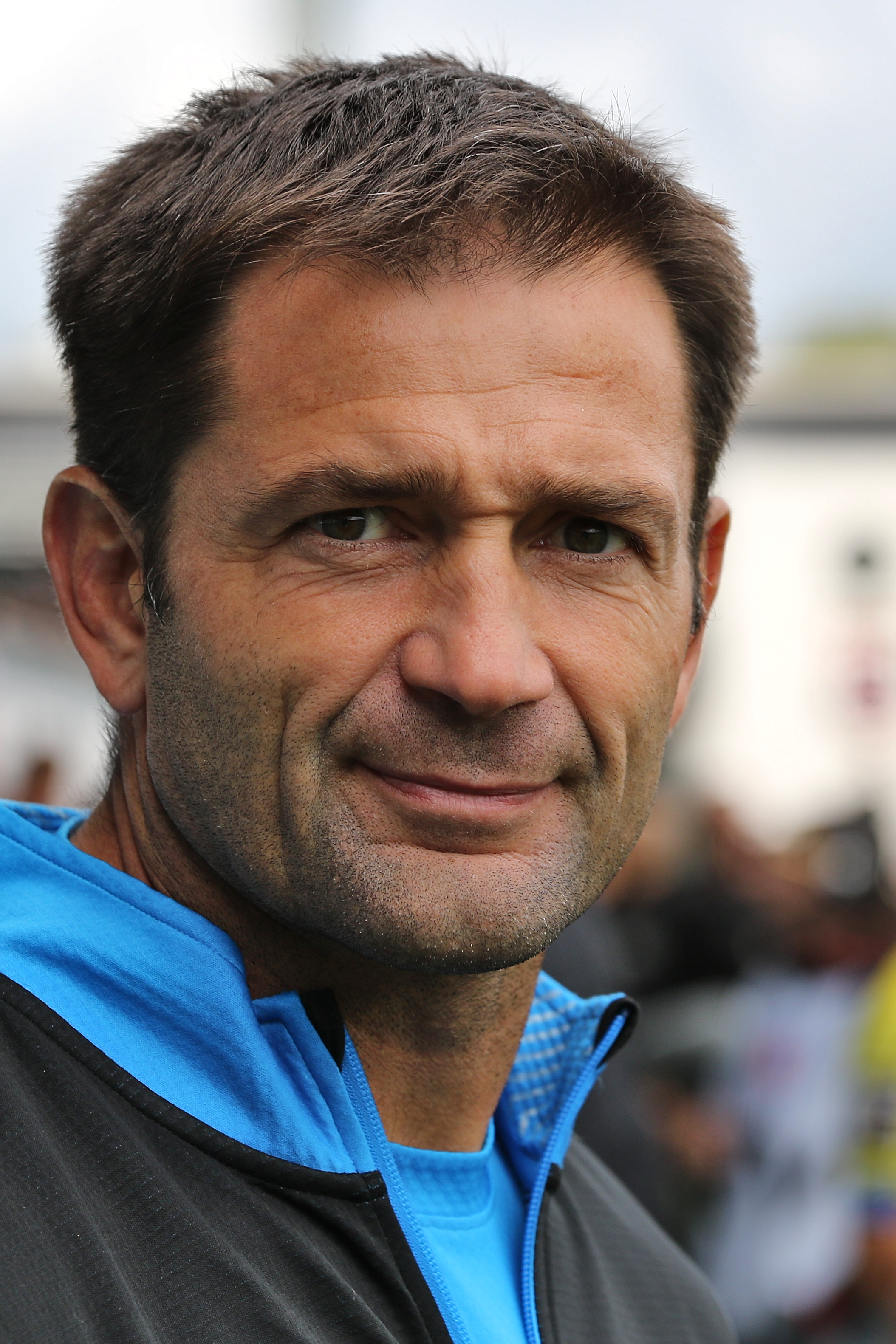
Franck Azéma, ici en 2015, est l'entraîneur de Fritz Lee de 2013 à 2021.

Le même mois, il est annoncé qu'il rejoint le championnat de France dès le mois suivant, à l'issue de la saison de NPC, sous le maillot de l'ASM Clermont Auvergne en qualité de joker médical d'Elvis Vermeulen,. Le 25 octobre, il fait son arrivée en Auvergne et connaît sa première titularisation sept jours plus tard face au Castres olympique où il fait ses débuts avec sa nouvelle équipe lors d'un match nul 22 partout à l'extérieur,. En seulement trois matchs disputés pour le club clermontois en Top 14, il impressionne ses coéquipiers et entraîneurs, les dirigeants du club lui proposent rapidement un contrat de trois ans qu'il accepte début décembre,,,. Lors du reste de la saison, il est le titulaire du club au poste de troisième ligne centre et dispute un total de dix-huit matchs, seize comme titulaire, et inscrit trois essais. Il est remplaçant lors du match de barrage de Top 14 perdu à domicile contre le Castres olympique, la première défaite de l'ASM Clermont dans son stade depuis soixante-dix-sept rencontres et depuis novembre 2009,.
Pendant sa deuxième saison sous le maillot clermontois, il continue de s'affirmer. En phase de poules de Coupe d'Europe, il délivre une très bonne performance en étant élu homme du match lors de la première victoire historique d'un club français sur le terrain du Munster (16 à 9). Lors de cette rencontre, il se montre décisif en inscrivant le premier essai de la partie ainsi qu'en envoyant son coéquipier Wesley Fofana à l'essai, il réalise également treize plaquages et réussit à récupérer un ballon aux adversaires. Par la suite, lors du succès 37 à 5 en quart de finale contre les Northampton Saints il subit une blessure qui le prive de la demi-finale. Quelques semaines plus tard, alors que son club s'est qualifié jusqu'en finale de la Coupe d'Europe, il est nommé pour le titre de Joueur européen de la saison. Toutefois, il ne remporte pas la récompense, au profit de son coéquipier Nick Abendanon, et perd la finale face au RC Toulon, qu'il dispute bien que toujours diminué par sa précédente blessure. Quelques semaines plus tard, il s'incline également en finale de Top 14 face au Stade français Paris. Pour sa deuxième saison dans le Puy-de-Dôme, il dispute vingt-six matchs, seulement trois en tant que remplaçant et marque huit essais.
La saison 2015-2016 est une nouvelle fois décevante pour lui et ses coéquipiers, le club clermontois se fait éliminer dès la phase de poules de Coupe d'Europe en terminant dernier de sa poule à seulement un point de la première place. Toutefois, en avril 2016, il signe une prolongation de contrat le liant désormais jusqu'en 2019 avec le club clermontois. En fin de saison, son équipe s'incline en demi-finale de Top 14 contre le Racing 92, il inscrit un essai durant ce match, lors d'une rencontre particulièrement disputée où les Franciliens s'imposent en fin de rencontre 34 à 33 après prolongation. Cette saison-là, il prend part à vingt-trois rencontres, dont vingt-et-une en tant que titulaire, et inscrit quatre essais. 
Sa première partie de saison 2016-2017 est perturbée par deux suspensions pour des plaquages dangereux,. Par la suite, son club se qualifie en finale de Coupe d'Europe. Lors de cette rencontre, Fritz Lee et ses coéquipiers s'inclinent cependant 28 à 17 contre les Saracens, leur troisième défaite en finale dans cette compétition en autant de participation. Toutefois, cette défaite ne vient pas entacher la fin de saison clermontoise, ils battent le Racing 92 en demi-finale de Top 14, 37 à 31, après avoir passé la seconde période avec un carton rouge à leur encontre, Lee contribue à ce succès en inscrivant un essai. En finale, les Clermontois retrouvent le RC Toulon. Lors de cette rencontre, il est coupable d'une cravate sur James O'Connor et écope d'un carton jaune, pendant son exclusion ses coéquipiers encaissent leur seul essai de la partie. Toutefois, cette sanction n'est pas préjudiciable au résultat du match pour son club, l'ASM Clermont s'impose 22 à 16 et remporte son deuxième titre de champion de France après 2010, le premier de Fritz Lee avec le club. Toujours en tant que titulaire indiscutable en troisième ligne centre, il dispute cette saison vingt-quatre rencontres, seulement trois en tant que remplaçant, et inscrit quatre essais.  
La saison 2017-2018 est plus compliquée pour lui et le club malgré leur statut de champion, ces derniers subissent de nombreuses blessures au sein de l'effectif, ils ne parviennent pas à se qualifier en phase finale de Top 14 après une saison régulière décevante et sont également éliminés dès les quarts de finale de Coupe d'Europe par le Racing 92. Pendant la saison, il joue vingt-cinq rencontres, n'est remplaçant qu'à une reprise, et marque cinq essais.  

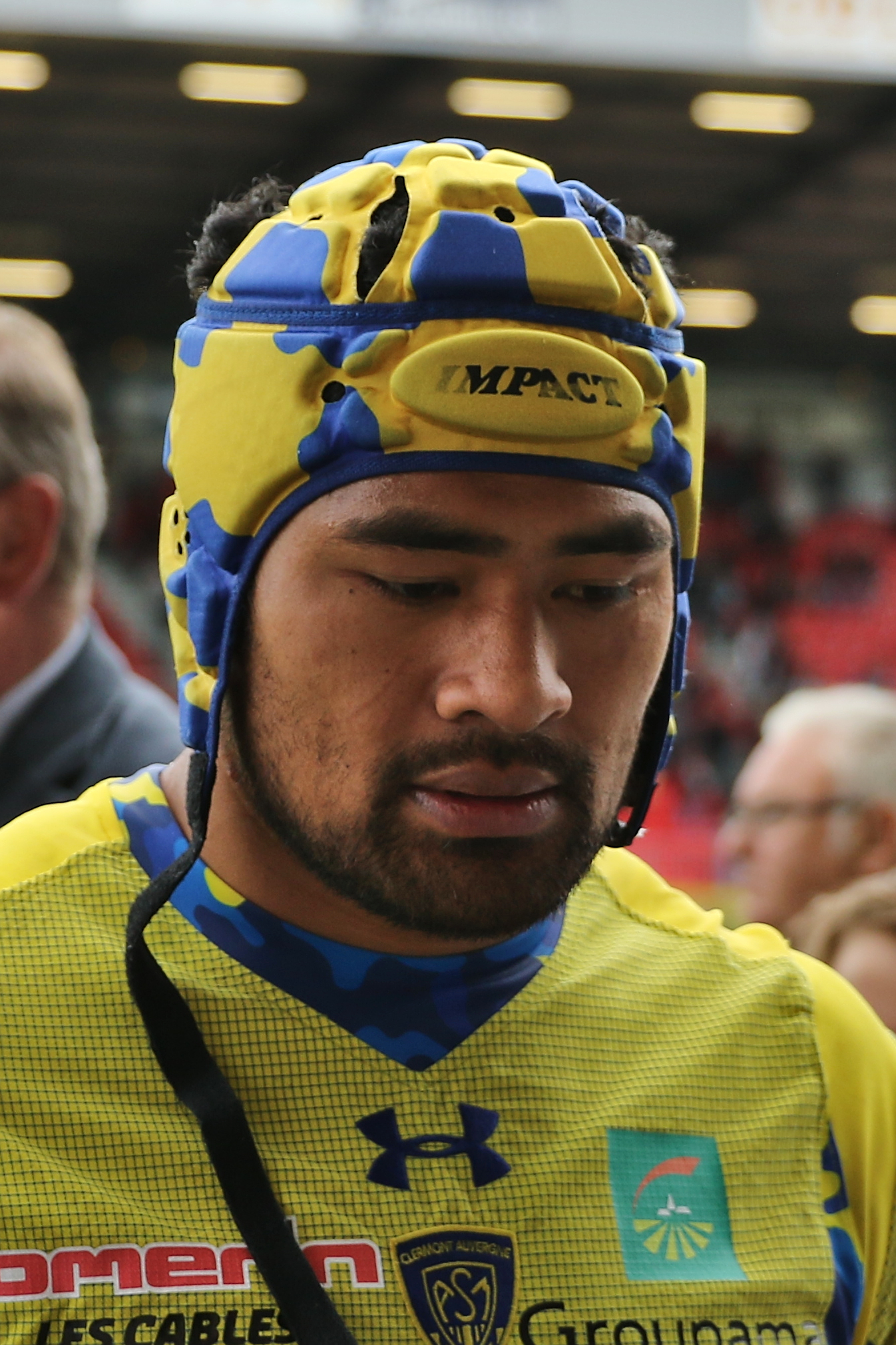
Fritz Lee en 2015 lors d'un match de Top 14 sur le terrain de l'US Oyonnax.

Lors de l'été 2018, en amont de la saison 2018-2019, il est annoncé qu'il signe une nouvelle prolongation de contrat le faisant rester en Auvergne jusqu'en 2021. Cette saison-là, Lee et l'ASM Clermont se qualifient jusqu'en finale de Challenge européen. Lors de la demi-finale de la compétition, il contribue à la victoire des siens 32 à 27 contre les Harlequins en inscrivant un essai mais subit également une commotion cérébrale et est annoncé forfait pour la finale,. Toutefois, il est finalement bien présent et titulaire pour ce match, il inscrit notamment un essai et son équipe s'impose 36 à 16 face au Stade rochelais. Par la suite, le club clermontois se qualifie également en finale de Top 14 contre le Stade toulousain. En finale, il est capitaine de l'ASM Clermont en l'absence de Morgan Parra, comme en demi-finale, mais les siens s'inclinent 24 à 18,. Lors de cet exercice, il réalise une nouvelle fois une bonne saison, il dispute vingt-quatre matchs, étant titulaire à vingt-deux reprises, et marque quatre essais.
Pendant la saison 2019-2020, il est encore un joueur primordial de son club, cependant celle-ci est perturbée par la pandémie de Covid-19 et ne va pas à son terme en Top 14. En Coupe d'Europe, le quart de finale est reporté au mois de septembre mais les Clermontois s'inclinent 27 à 36 à domicile contre le Racing 92,. Lors de cette saison écourtée, il dispute tout de même dix-neuf match comme titulaire et inscrit quatre essais, faisant de lui le joueur le plus utilisé de son club.
En janvier 2021, il voit son contrat être prolongé jusqu'en 2023. Durant cet exercice 2020-2021, il est beaucoup sollicité par son entraîneur Franck Azéma car il ne possède pas de doublure à son poste de troisième ligne centre. De ce fait, il réalise sa saison la plus prolifique en termes de matchs joués, il participe à vingt-huit rencontres, étant seulement remplaçant à trois reprises, et inscrit sept essais,.
Lors de la pré-saison 2021-2022, il subit une commotion cérébrale qui lui fait manquer les deux premières journées de Top 14. Par la suite, il retrouve rapidement son niveau et enchaîne les rencontres. Cependant, l'ASM réalise une saison moyenne en étant éliminée en seizième de finale de Coupe d'Europe par les Leicester Tigers et se classant septième du Top 14, à une place des places qualificatives pour les phases finales. Pendant la saison, il prend part à vingt-deux rencontres, est titulaire vingt fois, et marque trois essais.

### International à XV avec les Samoa, toujours un joueur majeur de l'ASM Clermont Auvergne et participation à la Coupe du monde 2023 (2022-2025)
Début juin 2022, grâce à un changement de règle de la part de World Rugby, il est retenu pour la première fois avec les Samoa afin de disputer la Coupe des nations du Pacifique, il est auparavant bloqué pour une convocation avec son pays de naissance à la suite de ses sélections avec l'équipe de Nouvelle-Zélande à sept,. Lors de la première journée de la compétition, il connaît sa première cape internationale en étant titularisé contre l'équipe d'Australie A (en) (équipe réserve australienne). Son équipe gagne les deux autres rencontres, qu'il joue, et remporte la compétition.
Fin septembre suivant, de retour avec son club, il subit une blessure aux côtes qui lui fait rater trois journées de Top 14,. Toujours à l'automne 2022, il est de nouveau sélectionné avec les Samoa pour les test matchs de fin d'année. Il dispute deux rencontres contre l'Italie et la Géorgie. En mars 2023, il prolonge d'une saison supplémentaire, avec une autre en option, avec l'ASM Clermont. Pendant la saison, il est une nouvelle fois un joueur important de son club, il joue vingt-trois rencontres en tant que titulaire sur vingt-deux et marque deux essais.
En juin 2023, il est convoqué par les Samoa pour disputer les test matchs de préparation à la Coupe du monde 2023. Fin juillet, il est nommé capitaine de la sélection afin d'affronter les Fidji et inscrit son premier essai international,. Finalement en août, il fait partie du groupe final de 33 joueurs samoans sélectionnés pour la Coupe du monde. Pendant la compétition, il est titulaire en troisième ligne aile durant les quatre matchs de poule et inscrit notamment un essai contre le Chili lors de leur seule victoire. Son équipe ne se qualifie pas pour les phases finales et est éliminée de la compétition.

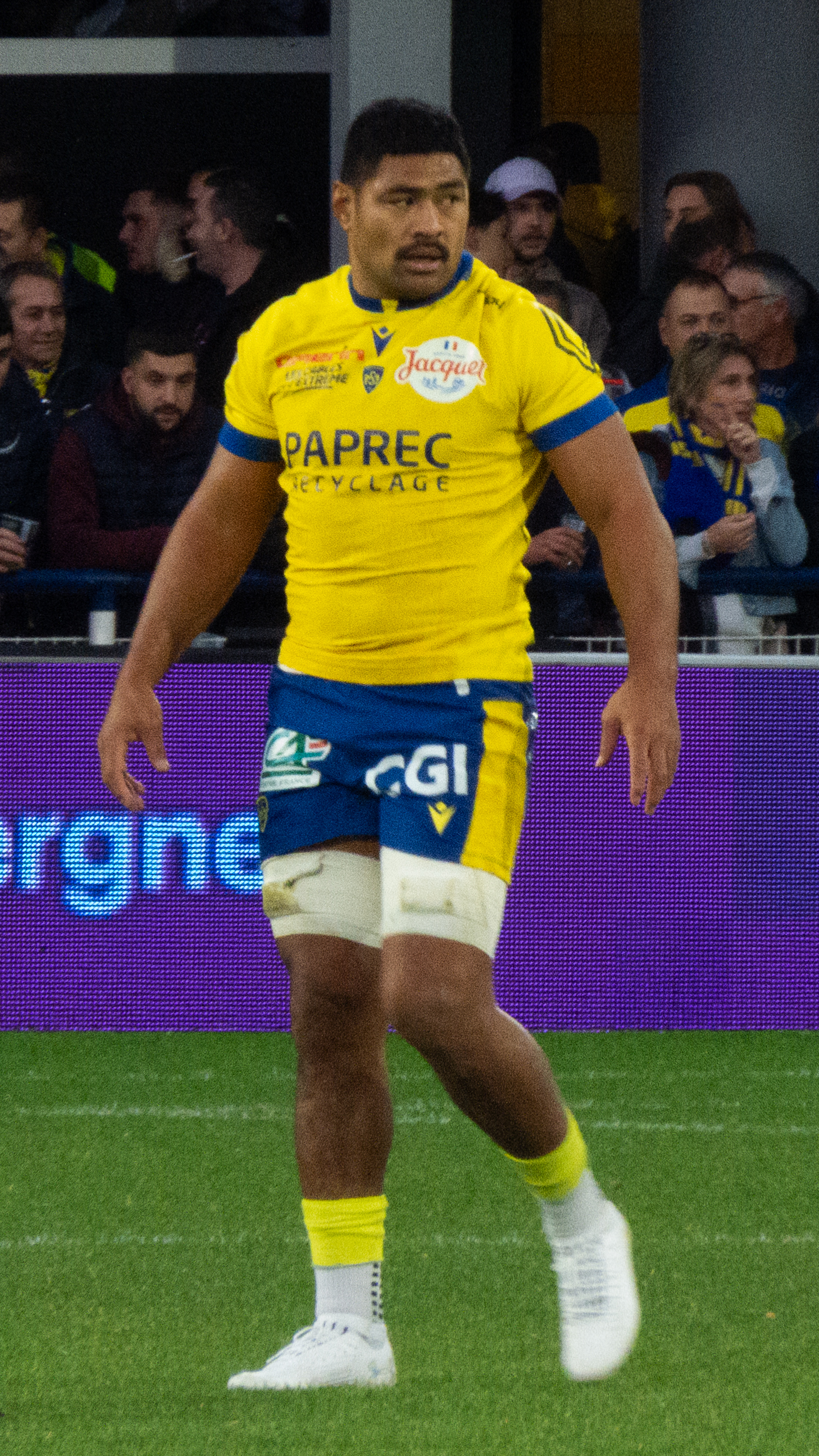
Fritz Lee sous le maillot clermontois, pendant la saison 2023-2024.

Fin octobre, il fait son retour sur les terrains avec son club en Top 14. Mi-décembre, lors de la deuxième journée de Challenge Cup sur le terrain de Gloucester Rugby, il subit une commotion en première période et est forcé de sortir du terrain prématurément. Il ne fait son retour que début janvier et réalise une bonne performance lors du match nul de son club sur le terrain du Stade français. Par la suite, fin février, une blessure à la cheville ainsi que l'expulsion définitive de son coéquipier Cristian Ojovan le font une nouvelle fois sortir prématurément, afin de faire rentrer un pilier droit pour le reste de la rencontre, en première période lors d'une défaite à domicile contre le Stade toulousain,. Le 23 mars, il fait son retour lors d'une rencontre à domicile contre la Section paloise où il inscrit un essai lors de la victoire 31 à 28 des siens,. Cependant, il se blesse à l'entraînement quelques jours plus tard et est de nouveau absent pendant quelques semaines,.
Il met un terme à sa carrière à l'issue de la saison 2024-2025.

## Palmarès

### En club
- Vainqueur du Super Rugby en 2012 et 2013 avec les Chiefs.
- Vainqueur de la division Championship du National Provincial Championship en 2012 avec les Counties Manukau.
- Vainqueur du Ranfurly Shield en 2013 avec les Counties Manukau.
- Finaliste du Top 14 en 2015 et 2019 avec l'ASM Clermont Auvergne.
- Finaliste de la Coupe d'Europe en 2015 et 2017 avec l'ASM Clermont Auvergne.
- Vainqueur du Top 14 en 2017 avec l'ASM Clermont Auvergne.
- Vainqueur du Challenge européen en 2019 avec l'ASM Clermont Auvergne.

### En équipe nationale
- Vainqueur de la Coupe des nations du Pacifique en 2022 avec l'équipe des Samoa.

### Distinctions personnelles
- Most improved player of the year des Counties Manukau en 2010.
- Most improved sevens player of the year des Counties Manukau en 2010.
- Élu Rookie of the Year des Chiefs en 2011.
- Nommé pour le prix du Joueur européen de l'année en 2015.